# Adblock Plus
Adblock Plus (ABP) là một tiện ích lọc nội dung và chặn quảng cáo mã nguồn mở được phát triển bởi Eyeo GmbH (Wladimir Palant), một công ty phát triển phần mềm của Đức. Tiện ích mở rộng đã được phát hành cho Mozilla Firefox (bao gồm cả Firefox cho di động), Google Chrome, Internet Explorer, Microsoft Edge, Opera, Safari, Yandex Browser, và Android.
Năm 2011, AdBlock Plus và Eyeo đã thu hút lượng lớn tranh cãi từ người dùng khi họ giới thiệu tính năng "Acceptable Ads" (tạm dịch: Quảng cáo chấp nhận được) để "cho phép một số quảng cáo không xâm phạm nhất định" (như là Google AdWords) để được thêm vào (danh sách trắng) trong thiết đặt mặc định của tiện ích mở rộng. Trong khi tham gia vào quy trình danh sách trắng miễn phí cho các trang web nhỏ, các công ty quảng cáo lớn phải trả phí (được báo cáo "tương đương với 30% doanh thu quảng cáo bổ sung mà họ thu được từ việc bỏ chặn quảng cáo đấy") để quảng cáo của họ được đưa vào danh sách trắng. Danh sách trắng quảng cáo được bật thông qua chương trình này sẽ được bật theo mặc định cho người dùng AdBlock Plus.

### Lịch sử và thống kê
Michael McDonald tạo ra Adblock Plus 0.5 cải tiến Adblock bằng cách thêm các tính năng sau:
- Sổ trắng
- Hỗ trợ chặn ảnh nền.
- Đăng ký các bộ lọc có địa chỉ cố định và tự động cập nhật chúng.
- Khả năng ẩn các phần tử HTML cho phép chặn nhiều ảnh hơn.
- Khả năng ẩn quảng cáo trên mỗi trang thay vì toàn bộ.
- Sửa lỗi Chiếm dụng bộ nhớ

McDonald ngừng phát triển và chuyển tên cho Wladimir Palant, người đã phát hành Adblock Plus 0.6 với bộ mã được viết lại từ đầu vào tháng 1 năm 2006

## Bộ lọc
Các quy luật lọc cơ bản có thể bao gồm wildcards đại diện bởi dấu sao (*). Các trang và đối tượng có thể được đưa vào sổ trắng bằng các bộ lọc bắt đầu với hai dấu a còng (@@). Biểu thức quy tắc xác định bởi dấu chéo (/) cũng có thể được dùng. Adblock Plus cũng hỗ trợ một công thức phức tạp hơn, cho phép kiểm soát việc lọc tốt hơn.
Sau đây là danh sách một số ví dụ bộ lọc cho Adblock Plus.
Chặn băng rôn quyên góp trên Wikipedia:
```
wikipedia.org#DIV(id=siteNotice)
```

Chặn quảng cáo trong bất kì thư mục nào có tên "banners", không phân biệt HOA-thường:
```
*/banners/*
```

Đưa một trang vào sổ trắng:
```
@@http://www.wikipedia.com/
```

Chặn quảng cáo trên Yahoo!:
```
/yimg\.com(.*/adv/|/a[^u])(?!vision)/
```

### Bộ lọc đăng ký
Người dùng có thể thêm các bộ lọc bên ngoài. Adblock Plus bao gồm khả năng sử dụng một hay nhiều bộ lọc đăng ký bên ngoài có thể tự động cập nhật. Filterset.G không tương thích với hệ thống này (và Adblock Plus đặc biệt khuyên không nên dùng Filterset.G cũng vì một số lý do khác), nhưng các bộ lọc khác có thể thêm vào bằng cách gõ địa chỉ của chúng.
Một danh sách các bộ đăng ký cho Adblock Plus được duy trì trên trang chủ của Adblock Plus, trong đó cũng có bộ lọc dành cho Việt Nam.

## Giải thưởng
- PC World đã chọn Adblock Plus là một trong 100 sản phẩm tốt nhất của năm 2007.[14]